# Symphonie Mathis der Maler
Die Symphonie Mathis der Maler ist eine 1934  uraufgeführte Sinfonie von Paul Hindemith, die zu seinen meistaufgeführten Werken zählt. Sie entstand im Zusammenhang mit der Arbeit an der Oper Mathis der Maler, die sich mit dem Leben des Matthias Grünewald befasst. Hindemith schrieb die drei Sätze der Sinfonie bereits vor der Fertigstellung des selbstverfassten Textbuches und baute sie später in die Oper ein. Die Sinfonie stellt quasi ein „tönendes Triptychon“ dar, das in den einzelnen Sätzen verschiedene Bildmotive des Isenheimer Altars von Matthias Grünewald musikalisch umsetzt.

## Orchesterbesetzung und Aufführungsdauer
2 große Flöten (2. auch kleine Flöte), 2 Oboen, 2 Klarinetten in B, 2 Fagotte, 4 Hörner in F, 2 Trompeten in C, 3 Posaunen, Basstuba, Pauken, Schlagzeug (Glockenspiel, Triangel, Becken, Kleine Trommel, Große Trommel), Streicher
Die Aufführungsdauer ist in der Partitur mit 26 Minuten angegeben. Eine von Hindemith selbst dirigierte Aufführung dauerte mit ca. 27½ Minuten geringfügig länger.

## Allgemeines zur Musik
Die Partitur hat (wie Hindemiths Musik allgemein) keine Vorzeichen. Damit macht der Komponist deutlich, dass er sich nicht mehr im Rahmen der herkömmlichen  Dur-Moll-Tonalität bewegt, sondern eine freie Tonalität auf der Basis der chromatischen Tonleiter als Gebrauchstonleiter praktiziert. Entsprechend kennt er als Tonartbezeichnungen nicht mehr beispielhaft C-Dur oder c-Moll, sondern nur noch C, das beides als Sonderfall einschließt. Die theoretischen Grundlagen seiner Musik erläutert Hindemith in seiner Unterweisung im Tonsatz und demonstriert ihre praktische Umsetzung in seinem Ludus tonalis.
Auf Hindemiths Weg von seiner frühen „Sturm-und-Drang-Periode“ zum Neoklassizismus markiert die Symphonie Mathis der Maler „einerseits eine unmißverständliche Abkehr von den experimentellen und provokativen Unternehmungen der zwanziger Jahre sowie andererseits die deutliche Tendenz zu einer «großen» und bedeutungsvollen Kunstmusik.“

## Die Sätze

### Engelkonzert

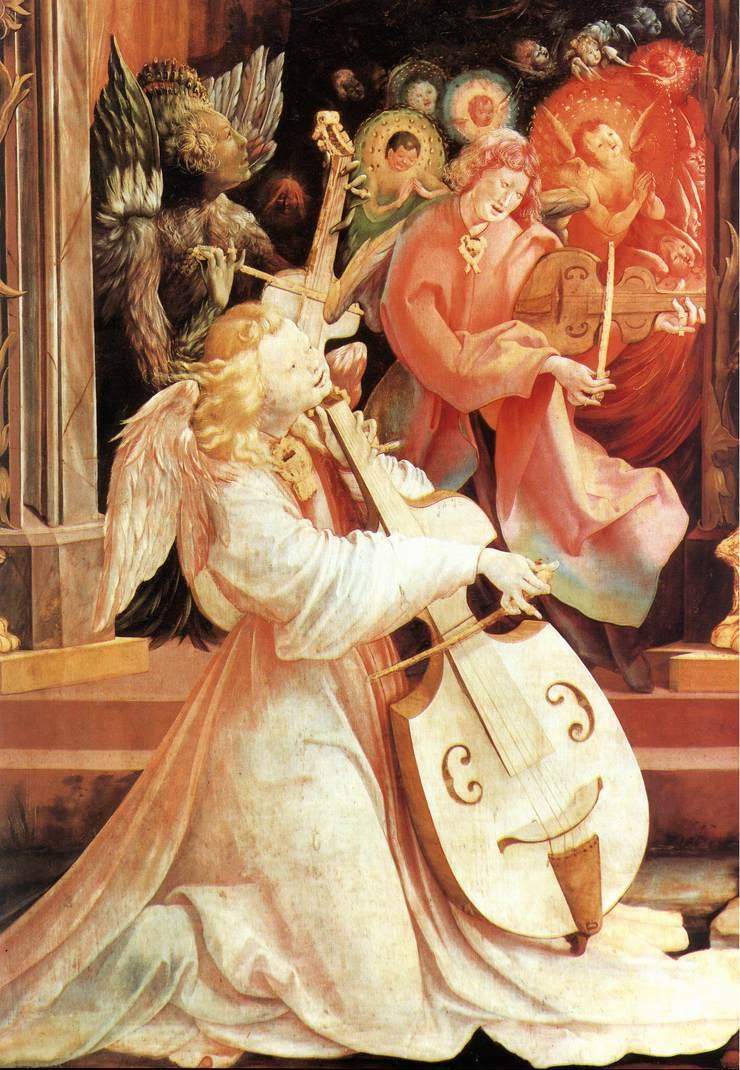
Isenheimer Altar: Engelkonzert

Dieser Satz, der in der Oper als Ouvertüre fungiert, besteht aus einer langsamen Einleitung und einem anschließenden schnelleren Teil, den man trotz gewisser Abweichungen als individuelle Ausprägung eines klassischen Sinfoniehauptsatzes ansehen kann.
Die ersten (im Pianissimo beginnenden) acht Takte der Einleitung (Ruhig bewegt, 9/4-Takt, M.M. . etwa 66) sind bestimmt von „ätherischen“ G-Dur-Dreiklängen der (mehrfach geteilten) Streicher und einem ruhigen Motiv, das nacheinander in den Klarinetten, Oboen und Flöten aufsteigt. Sodann erklingt, aus der begleitenden Pianissimo-Bewegung der Streicher „sanft hervortretend“, in den Posaunen das im phrygischen Ton stehende mittelalterliche Lied „Es sungen drei Engel“. Die Melodie wird mit leichter dynamischer Steigerung (mezzopiano) von den Hörnern aufgegriffen und nach einem deutlichen Crescendo glanzvoll im vollen Orchesterklang unter Mitwirkung eines Glockenspiels von den Trompeten und hohen Holzbläsern wiederholt. Die jeweiligen Grund- bzw. Finaltöne bei diesem dreimaligen Erklingen sind F, A und Cis (Des), so dass zu der dynamischen eine Steigerung der Tonhöhe hinzutritt. Nach einem Decrescendo bis hin zum Pianissimo wiederholt sich die Anfangspassage in modifizierter Form: Die Rollen von Holzbläsern und Streichern sind vertauscht und statt der G-Dur- erklingen jetzt Des-Dur-Akkorde.
Der anschließende Hauptsatz (Ziemlich lebhafte Halbe, 2/2-Takt, M.M.  108–112) stellt in der Exposition (in Anspielung auf die drei Engel des Liedes) drei Themen vor. Die bereits mit reichhaltiger motivisch-thematischer Arbeit durchsetzte Exposition verklingt mit drei zarten H-Dur-Akkorden, bevor (in der Partitur deutlich durch einen Doppelstrich abgesetzt) die Durchführung mit einem zupackenden Zitat des Kopfmotivs aus dem ersten Thema beginnt. Dieses wird in der Folge zusammen mit dem zweiten Thema vielfältig imitatorisch und kontrapunktisch verarbeitet, wobei allerdings das dritte Thema ausgespart wird. Etwa in der Mitte der Durchführung setzen nach einer kurzen Generalpause die Posaunen mit der Melodie des Engel-Liedes ein, die ähnlich wie in der Einleitung von den Hörnern und Trompeten wiederholt wird. In den Holzbläsern erklingen währenddessen Teile des ersten und zweiten Themas, die höheren Streicher umspielen mit lebhaften Achtelfiguren. Diesmal geht die dynamische Steigerung vom Mezzoforte bis zum Fortissimo. Auf diesen Höhepunkt folgt ein sich über 23 Takte hinziehender Beruhigungsprozess, der vom ersten Thema bestritten wird, so dass man glauben könnte, sich bereits in der Reprise zu befinden. Dieser Eindruck wird jedoch korrigiert, wenn nach dem Ausklingen dieser Passage, deutlich abgesetzt (Im Hauptzeitmaß), die eigentliche Reprise mit dem (in der Durchführung ausgesparten) dritten Thema beginnt, während die beiden anderen Themen erst später erscheinen. Der Satz endet fortissimo mit gewichtigen kadenzierenden Akkorden, die in einen ausgehaltenen G-Dur-Dreiklang münden.

### Grablegung

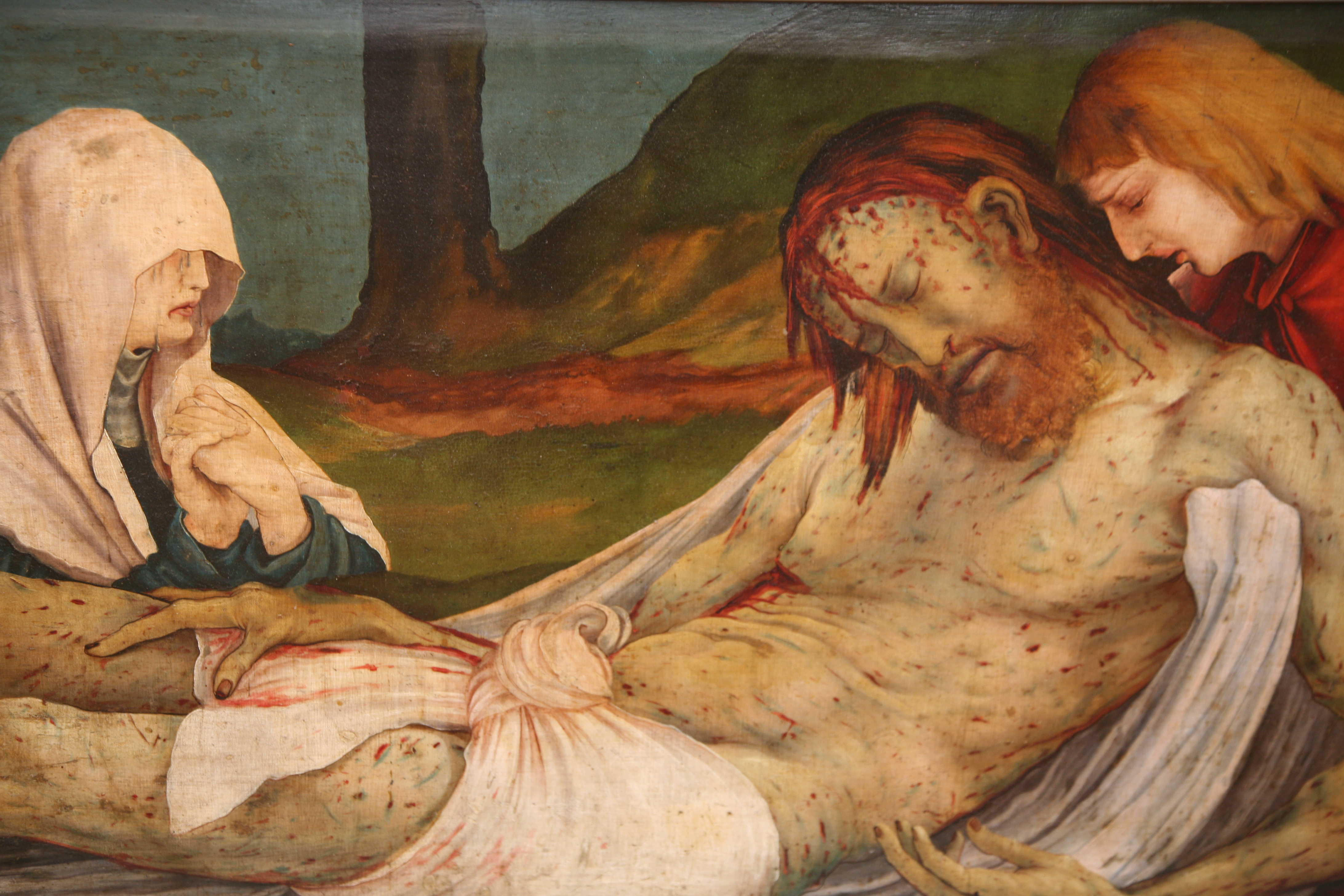
Isenheimer Altar: Grablegung Christi

Diesen Satz (Sehr langsam, 4/4-Takt, M.M.  etwa 54)  hat Hindemith als Zwischenspiel in das letzte Bild der Oper eingefügt. Es ist „eine Trauermusik aus Streicherdeklamationen und Bläserkantilenen“. Heinrich Strobel schreibt dazu: „Alle Kräfte der Vereinfachung erscheinen da konzentriert im Aufbau einer mächtigen melodischen Linie aus einem einzigen Motiv und aus jenem punktierten Rhythmus, der endlich sich entspannt.“ Dieser finalen Entspannung in einem zweimaligen leisen Cis-Dur-Akkord geht (Takte 41–42 der insgesamt 45 Takte) ein dreimal (mf, p, pp, jeweils mit Decrescendo) erklingendes Seufzermotiv voraus, das durch seine extrem dissonante Harmonisierung (mit sechs- bis siebentönigen Akkorden) eine sehr intensive schmerzlich-mystische Wirkung erhält. Erwähnenswert ist noch ein sehr auffälliges Ereignis gegen Ende des zweiten Satzdrittels. Nach einer zehntaktigen Steigerungspassage bis zum Fortissimo erklingt auf dem ersten Viertel von Takt 33 (ca. vom halben Orchester gespielt) die leere Quinte Fis-Cis, die auf dem zweiten Viertel (durch einen Beckenschlag unterstrichen) vom Rest des Orchesters zu einem „strahlenden“ Fis-Dur-Dreiklang vervollständigt wird. Offensichtlich wollte der Komponist hier über die Trauer hinaus einen Ausblick auf himmlischen Glanz eröffnen.

### Versuchung des heiligen Antonius

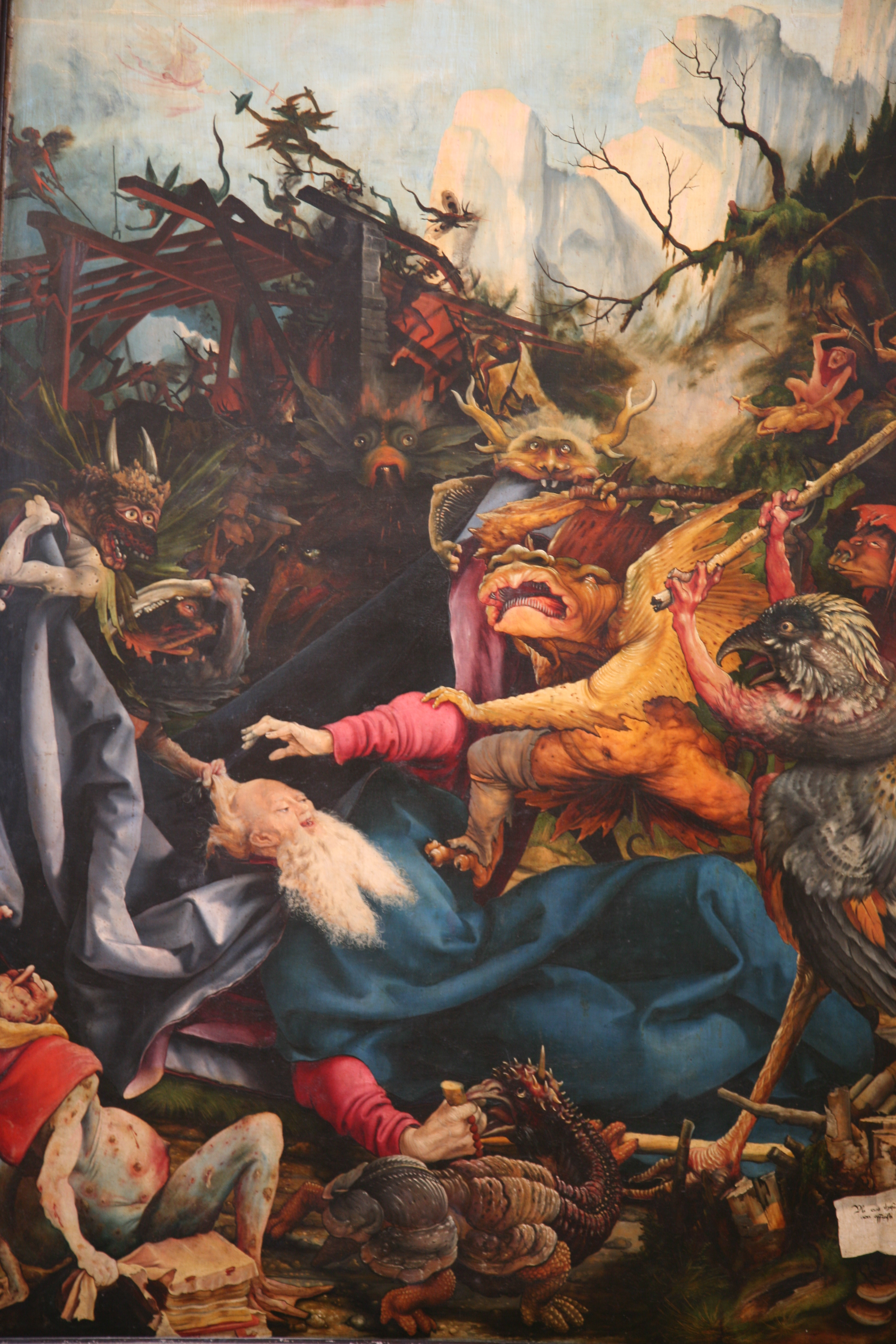
Isenheimer Altar: Versuchung des heiligen Antonius

Diesem Satz, welcher der längste der Sinfonie ist und in der Oper im sechsten Bild verwendet wird, stellt Hindemith in der Partitur das Motto voran: „Ubi eras, bone Jhesu ubi eras, quare non affuisti ut sanares vulnera mea?“ („Wo warst du, guter Jesus, wo warst du? Warum bist du nicht dagewesen, um meine Wunden zu heilen?“) Der Thematik entsprechend ist dieser Satz inhomogener und bizarrer als die anderen. Er beginnt grüblerisch-rhapsodisch (Sehr langsam, frei im Zeitmaß, 4/4-Takt, ohne Metronomangabe) mit einer Unisono-Rezitation der Streicher, die sich drängend rhythmisch beschleunigt und über Trillerketten und Doppelpunktierungen auf einen Eklat zusteuert: einen scharfen Dissonanzakkord im Fortissimo, der in einem Wirbel von Pauken, kleiner Trommel und Becken nachhallt. Nach einer modifizierten Wiederholung dieses Vorgangs folgt (Sehr lebhaft, 9/8-Takt,  etwa 176) ein Abschnitt, der von gehetzt galoppierenden Rhythmen und einer stark chromatischen Melodik geprägt ist. Dieser Abschnitt gipfelt in einem mehrfach wiederholten Motiv, dem in der Oper die Worte „Wir plagen dich“ unterlegt sind. Mit einem Triller der ersten Violinen in höchster Lage beginnt ein neuer Teil (Langsam,  etwa 60). Ruhige und wohlklingend-„betörende“ Melodien deuten offenbar an, dass die Dämonen hier die Gestalt weiblicher Verführung annehmen. Nach dieser Episode setzt (Lebhaft, 2/4-Takt,  etwa 144) erneut das „Plage-Motiv“ ein, synkopisch verzerrt und zunächst piano. Im weiteren Verlauf kommt es zu mehreren, jeweils neu ansetzenden Steigerungen. Zum Ende hin stemmt sich gegen die „infernalische“ Chromatik der Dämonen die diatonische Melodie der Sequenz Lauda Sion Salvatorem, bevor der Satz mit dem von den Blechbläsern (laut Partitur mit aller Kraft) intonierten Alleluia-Choral endet.

## Rezeption
Die Sinfonie wurde am 12. März 1934 in der Berliner Philharmonie unter der Leitung von Wilhelm Furtwängler uraufgeführt. „Der Erfolg beim Publikum war überwältigend“. Weitere Aufführungen in Duisburg, Sao Paulo, Scheveningen folgten. Im Rundfunk war sie bei den Reichssendern Hamburg, München, Köln und Leipzig sowie dem Deutschlandsender und Radio London zu hören. Der Erfolg der Sinfonie und ihr Musikstil wären eigentlich dazu angetan gewesen, Hindemith von dem ihm anhaftenden Odium des „Kulturbolschewisten“ zu befreien und ihn zum „kommenden Reichsmusikgenie“ zu prädestinieren. Fred K. Prieberg schreibt dazu: „An diesem Punkt, im Sommer und Herbst 1934, wäre Hindemith – Jugendsünden vergessen und vergeben – um ein Haar der offizielle, verwöhnte, mit musikpolitischen Funktionen betraute, durch hochdotierte Aufträge geehrte Hauskomponist des Hitler-Staates geworden.“ Obwohl Hindemith im Lager der Nationalsozialisten durchaus Fürsprecher hatte (die HJ und anfangs auch Goebbels waren für ihn), führte schließlich eine anhaltende Pressekampagne unter der Schirmherrschaft Alfred Rosenbergs, der Hindemith „gemeinste Perversion der deutschen Musik“ vorwarf, zu einem von Hitler persönlich abgesegneten Aufführungsboykott seiner Werke. Hartmut Lück kommentiert dies so: „Daß ausgerechnet Hindemith aus der »deutschen Musik« ausgegrenzt werden sollte, ist eine der groteskesten Erscheinungen in der daran ohnehin nicht armen nationalsozialistischen Musikpolitik. Denn kaum einer wäre geeigneter gewesen, die moderne Musik Deutschlands auf gehaltvolle und repräsentative Weise zu vertreten.“